# Bromus frigidus
Bromus frigidus là một loài thực vật có hoa trong họ Hòa thảo. Loài này được Boiss. & Hausskn. mô tả khoa học đầu tiên năm 1884.